# Montlhéry
Montlhéry [mɔ̃leʁi] ist eine französische Stadt und Gemeinde mit 9238 Einwohnern (Stand 1. Januar 2022) im Département Essonne in der Region Île-de-France; sie gehört zum Arrondissement Palaiseau und zum Kanton Longjumeau.

## Geschichte
Montlhéry ist – mit seiner strategischen Lage an der Straße von Paris nach Orléans – vor allem wegen seiner Burg bekannt, von der lediglich noch ein Turm steht. Die Burg wurde im 11. Jahrhundert anstelle einer wesentlich einfacheren Konstruktion errichtet und war Schauplatz einer Reihe von Auseinandersetzungen zwischen den Königen und den lokalen Herren von Montlhéry (siehe Haus Montlhéry), bis Ludwig VI. die Festung 1118 schleifen ließ.
Am 16. Juli 1465 fand hier die Schlacht bei Montlhéry zwischen König Ludwig XI. und der Ligue du Bien public genannten Adelsopposition statt.
Durch die Religionskriege vollständig ruiniert, wurde die Festung 1562 ganz aufgegeben; König Heinrich IV. erlaubte 1591 den Einwohnern von Montlhéry, die Steine der Burg für eigene Zwecke zu nutzen.
Im 19. Jahrhundert wurde der übrig gebliebene Turm für verschiedene wissenschaftliche Versuche genutzt:
- 1822 berechnete François Arago die Schallgeschwindigkeit: ein Kanonenschuss, der hier abgefeuert wurde, wurde im Observatorium von Villejuif gemessen.
- 1823 wurde hier von Claude Chappe eine Telegrafenstation an der Strecke Paris-Orléans eingerichtet.
- Am 5. Juni 1874 versuchte Alfred Cornu, zwischen dem Turm und dem Pariser Observatorium die Lichtgeschwindigkeit zu messen.

Im Zuge der Verfolgung der in Frankreich unter dem Sammelbegriff nomades bezeichneten Menschen existierte in Montlhéry vom 27. November 1940 bis zum 21. April 1942 ein Internierungslager für Nichtsesshafte. Dessen Insassen wurden anschließend in ein Lager in Mulsanne transferiert.
Im Zweiten Weltkrieg wurde Montlhéry am 23. August 1944 von Einheiten der französischen 2. Panzerdivision, die auf dem Vormarsch nach Paris war, befreit.

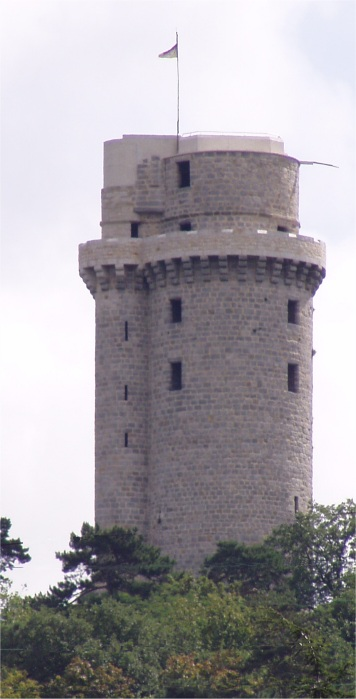
Bergfried der einstigen Burg Montlhéry

## Sehenswürdigkeiten
Siehe: Liste der Monuments historiques in Montlhéry

## Autorennstrecke
Obwohl auf dem Boden der Gemeinden Linas und Saint-Germain-lès-Arpajon gelegen, wurde das Autodrome de Linas-Montlhéry seit seiner Gründung 1924 durch Alexandre Lamblin mit Montlhéry in Verbindung gebracht.

## Gemeindepartnerschaften
Seit 1982 besteht eine Gemeindepartnerschaft mit Stetten am kalten Markt im Landkreis Sigmaringen in Baden-Württemberg. 2008 wurde in Montlhéry der „Place Stetten a.k.M.“ unter dem Bürgermeister Claude Pons (Montlhéry) und Bürgermeister Gregor Hipp (Stetten am kalten Markt) eingeweiht. Den Platz ziert ein Stein vom Truppenübungsplatz Heuberg.

## Persönlichkeiten

### Söhne und Töchter der Gemeinde
- Paul Fort (1872–1960), Dichter und Dramatiker, genannt Le Prince des Poètes, lebte hier von 1921 bis zu seinem Tod
- Édouard Jean-Baptiste Milhaud (1766–1833), französischer Général de division

### Ehrenbürger
- Maurice Picard (1919–2013), Bürgermeister (1971–1995) und Träger des Nationalen Verdienstordens[5]
- 1990: Horst Lupfer, Bürgermeister der Partnerstadt Stetten am kalten Markt[5]
- 2014: Gregor Hipp, Bürgermeister der Partnerstadt Stetten am kalten Markt